# Carex capitata
Carex capitata là một loài thực vật có hoa trong họ Cói. Loài này được Sol. mô tả khoa học đầu tiên năm 1759.

## Hình ảnh

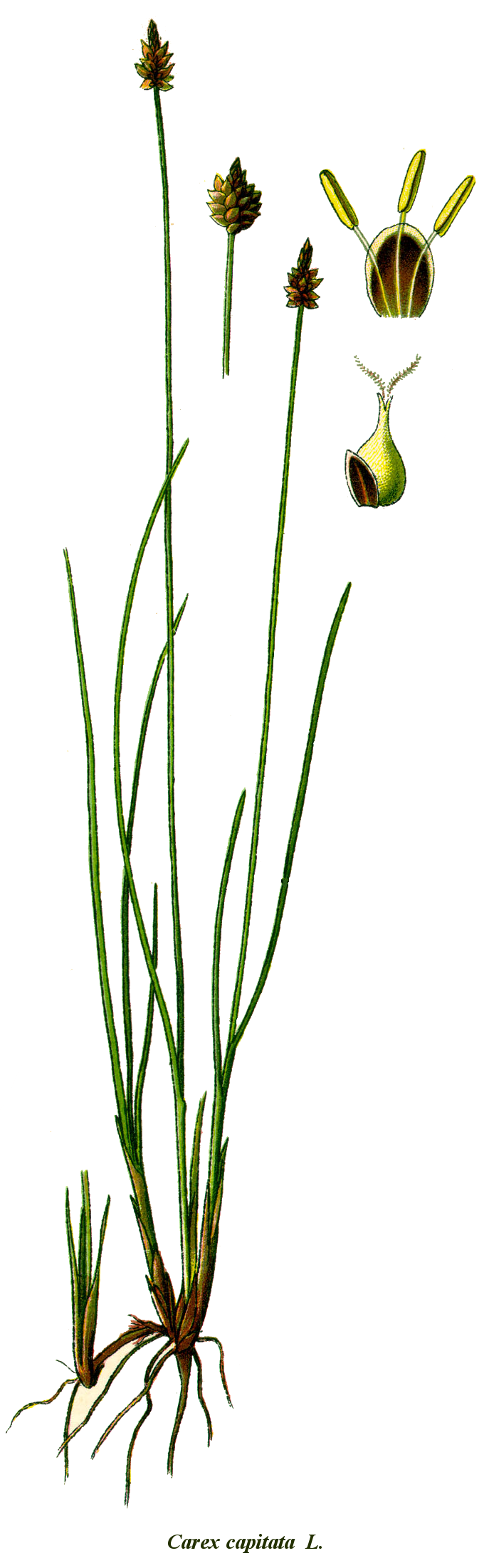
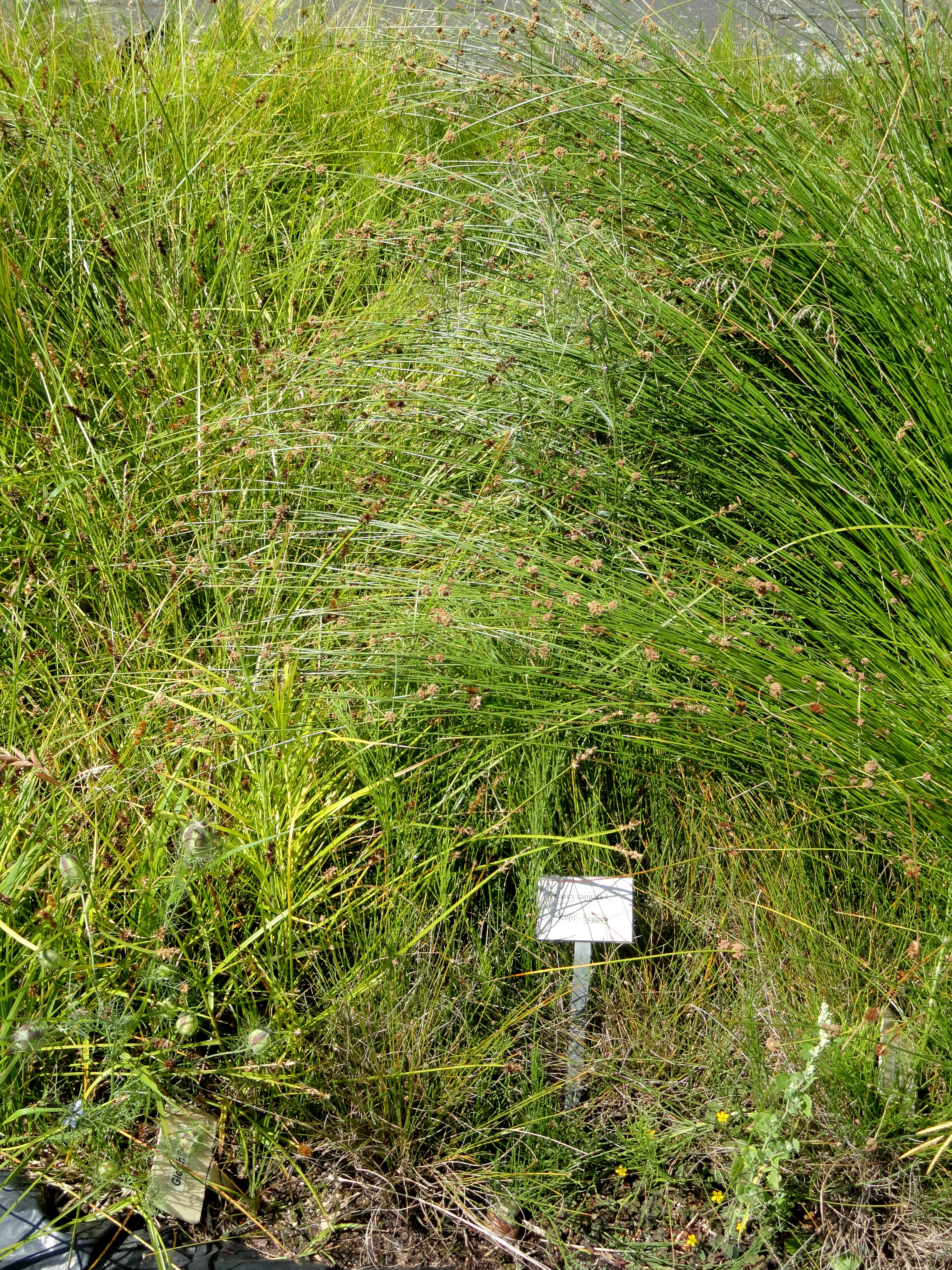
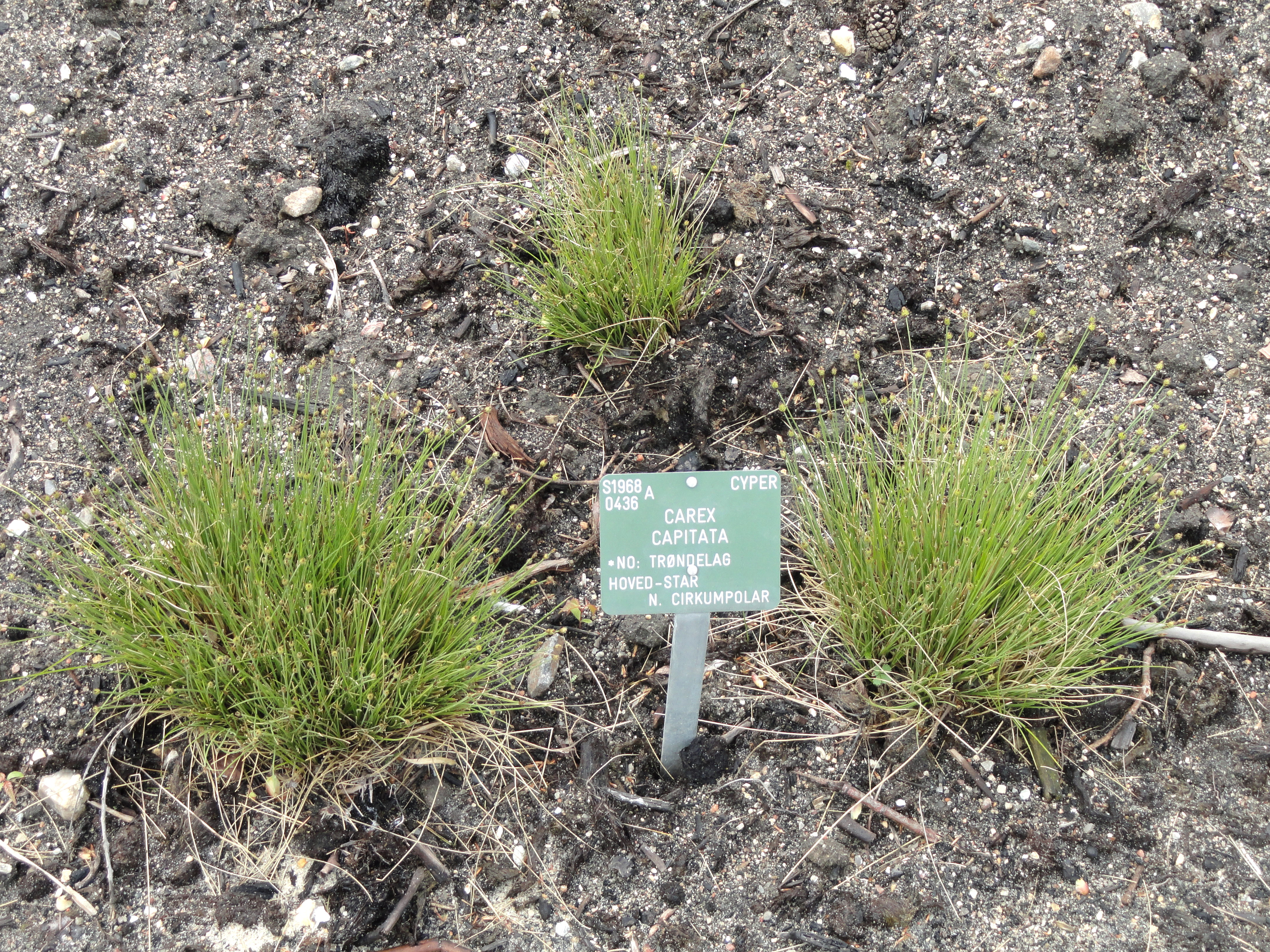
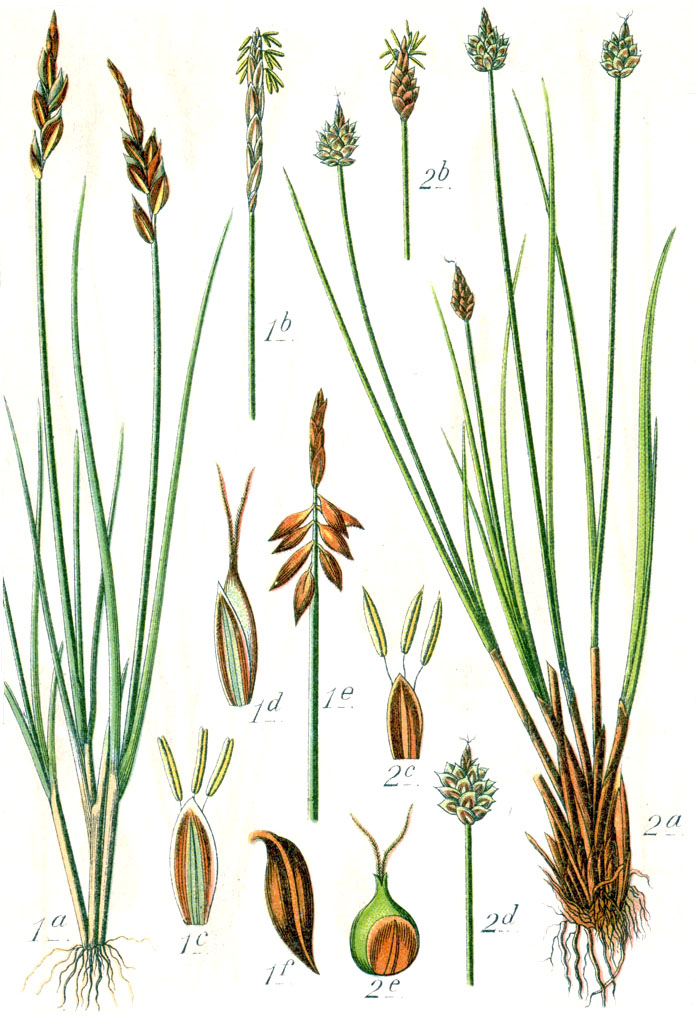